# ロッカ・ローラ
『ロッカ・ローラ』（Rocka Rolla）は、ジューダス・プリーストが1974年に発表したデビュー・アルバム。

## 解説
ジューダス・プリーストは1974年4月16日にガル・レコードとの契約を得て、その後グレン・ティプトンが加入し、バンドは5人編成となる。そして、同年6月に本作の録音を開始した。プロデューサーは、ブラック・サバスやバッジーとの仕事で知られるロジャー・ベイン。
収録曲の中には、ロブ・ハルフォードの前にリード・ボーカルを担当していたアル・アトキンスが曲作りに関わったものもある。アトキンスは、ソロ・アルバム『Victim of Changes』（1998年）で「ウィンター」と「ネヴァー・サティスファイド」をセルフカヴァーした。オリジナル盤のジャケットはコカ・コーラのパロディ。再発盤の中には、ジャケット・デザインが異なるものもある。
デビュー・シングル「ロッカ・ローラ」の発表に続いて本作が発表されるが、シングル・アルバム共にチャート・インは果たせなかった。
このアルバムのレコーディング当時、ミキシングやマスタリングのチェックにメンバーが関われず、出来上がったアルバムをロブ・ハルフォードが聞いて「がっかりした」とコメントするなど、その仕上がりに納得できていなかった。その後、当時の発売元であるGull Recordsからグレン・ティプトンの音楽出版社「Reach Music Publishing」に本作（と次作『運命の翼』）のマスターテープと出版権が売却され、保管されていたオリジナル・マルチトラック・テープが発見されたことにより、アルバムの復活プロジェクトがスタート。トム・アロムを招き、発見されたマルチトラック・テープと最新技術を用いて、音響的なアップグレードを目的としたリミックス作業が行われ、2024年11月20日にアルバム発売50周年記念として本作の『リミックス & リマスター盤』（VICP-65628）が日本先行で発売された。

## 収録曲
特記なき楽曲はロブ・ハルフォードとK・K・ダウニングの共作。4.と10.はインストゥルメンタル。
1. ワン・フォー・ザ・ロード - One for the Road - 4:36
2. ロッカ・ローラ - Rocka Rolla (Rob Halford, K. K. Downing, Glenn Tipton) - 3:04
3. ウィンター - Winter (Al Atkins, Downing, Ian Hill) - 3:02
4. ディープ・フリーズ - Deep Freeze (Downing) - 1:56
5. ウィンター・リトリート - Winter Retreat - 1:31
6. チーター - Cheater - 2:55
7. ネヴァー・サティスファイド - Never Satisfied (Atkins, Downing) - 4:49
8. ラン・オブ・ザ・ミル - Run of the Mill (Halford, Downing, Tipton) - 8:33
9. ダイイング・トゥ・ミート・ユー - Dying to Meet You - 6:18
10. キャビア・アンド・メス - Caviar and Meths (Atkins, Downing, Hill) - 2:04

### ボーナス・トラック
一部の再発CDに収録（日本盤リマスターCDには収録されていない）。アルバム『背信の門』（1977年）収録のものとは別ヴァージョンで、コンピレーション・アルバム『ヒーロー、ヒーロー』（1979年）で発表されたもの。
1. ダイヤモンズ・アンド・ラスト - Diamonds & Rust (Joan Baez) - 3:12

## カヴァー
- 「ネヴァー・サティスファイド」は、アーマード・セイント『ノッド・トゥ・ジ・オールド・スクール』（2001年）でカヴァーされた。

## 参加ミュージシャン
- ロブ・ハルフォード：ボーカル、ハーモニカ
- K・K・ダウニング：リードギター
- グレン・ティプトン：リードギター、シンセサイザー、バッキング・ボーカル
- イアン・ヒル：ベース
- ジョン・ヒンチ：ドラムス